# Gotthard Johann Jäger
Gotthard Johann Jäger (alias Jaeger) (1727-1792) est un enseignant et ecclésiastique germano-balte d'Estonie qui fut surintendant de l'Église luthérienne d'Estonie (Tallinn).

## Biographie
Etudiant à l'Université d'Iéna dès 1747, il est nommé professeur en septembre 1756. De 1756 à 1767, Jäger est professeur dans les paroisses d'Anna et de Paide.
Assesseur du consistoire estonien (1767), il est appelé la même année à être vicaire de la cathédrale de Tallinn et, en janvier 1769, pasteur principal de la congrégation allemande de la cathédrale de Tallinn. De 1772 à 1792, il est le directeur de la  paroisse Saint-Olaf et le surintendant de Tallinn ainsi que l'inspecteur des écoles de la ville.
En tant que représentant du consistoire, il fut responsable de la deuxième impression de la Bible estonienne, publiée en 1773. Il possédait une riche bibliothèque à Tallinn qui est vendue aux enchères après sa mort.
Jäger s'est marié quatre fois. Le père de sa première femme (1757), Helena Dorothea (1726–1762), est Georg Friedrich Schultz (et), pasteur de la paroisse Saint-Nicolas de Lääne-Nigula. Le père de sa seconde épouse, Margarethe Dorothea (1739–1784), est Christoph Mertzig (et), pasteur de la paroisse Saint-Matthieu de Järva-Madise. Sa troisième épouse (1785) est Helena Elisabeth Greinert, fille de l'arithméticien Johann Nicolaus. Sa dernière épouse (1789) Anna Dorothea était la fille de Woldemar Christian Burchard von Bellawary (1724-1786), marchand et Aîné de la Guilde des Brasseurs (Brauerältermann).

## Sources
- Liivi Aarma: Põhja-Eesti vaimulike lühielulood 1525-1885, Tallinn, 2007